# 機動警察劇場版Ⅱ
《機動警察劇場版II 和平保衛戰》（日语：機動警察パトレイバー 2 the Movie）是一部於1993年上映的日本動畫電影，該片由押井守執導。由Production I.G、萬代影視和東北新社製作。
與過去的《機動警察系列》不同，《機動警察劇場版II》的重點關注在當代日本的社會議題。並涉及日本政府在第二次世界大戰結束後被盟軍軍事佔領後，在長期的經濟發展、政治和技術進步的繁榮，所潛藏的國家局勢。押井守以獨創的“城市理論”為基礎對電影進行了思想實驗，在東京創造了「戰爭」的局面。並加入了如對城市地區的毒氣襲擊、安全行動、縦割行政和地區主義、駐日美軍、《破壊活動防止法》以及對於新聞媒體的諷刺。

## 故事概要
故事发生在2002年，也就是第一部电影事件的三年后，泉野明和篠原遊马现在正在首都警察局的一个设施內擔任新LABOR的測試員。太田功是警校的LABOR教官。此后，进士幹泰被调任为东京警视厅的总务负责人。榊清太郎已经退休，由斯波繁夫接任他的职务担任LABOR维护组组长，山崎广美、后藤喜一和南云忍留在该组，因为香贯花‧克蘭西已永久返回纽约。他们中的大多数人已被新的LABOR操作员取代。
在横滨海湾大桥被导弹摧毁后，可疑的事件开始出现，面临着日本政府军部队对东京的军事接管和戒严，人们认为日本航空自卫队是罪魁祸首。日本航空自卫队的各个基地都发生了抗议活动，以此来表达他们对大桥袭击的否认。不久之后，公众恐慌起来，日本航空自卫队的直升機袭击了东京湾的几座桥，各种通信中心和SV2总部，再加上特别突击队的狙击手击落了负责干扰大东京地区所有电子设备的自动驾驶飞艇后，释放疑似毒氣的气体，後來則確認僅為虛晃一招。
后藤和南云在一个废弃的地铁通道中再次召集原2号分部成员，开始秘密行动，逮捕柘植行人，他是一名前自衛隊軍官，策划了恐怖袭击，以迫使国家在几十年的和平后面对自己的军事不足。除非政府控制局势，否则美军对日本进行军事干预的威胁迫在眉睫，小组利用银座线的一段旧路接近柘植當作藏身处的人工岛。后藤还透过协助逮捕荒川茂树来处理自己的事情，荒川茂树是一名GSDF情报人员，实际上是柘植的前同夥之一。在人工岛隧道内的激烈战斗导致洪水泛滥，队员们撤离隧道，而南云则突破隧道，最终逮捕柘植。

## 配音
※各登場人物的詳細介紹，請參照機動警察登場人物表。
- 篠原遊馬 - 古川登志夫
- 泉野明 - 富永美衣奈
- 後藤喜一 - 大林隆介
- 南雲忍 - 榊原良子
- 太田功 - 池水通洋（日语：池水通洋）
- 進士幹泰 - 二又一成
- 山崎廣美 - 郷里大輔
- 斯波繁夫 - 千葉繁
- 榊清太郎 - 阪脩
- 松井刑事 - 西村知道
- 佐久間 - 仲木隆司
- 武知山 - 立木文彦
- 進士多美子 - 安達忍
- 海法 - 小島敏彥（日语：小島敏彦）
- 山寺 - 大森章督
- 荒川茂樹 - 竹中直人
- 柘植行人 - 根津甚八（日语：根津甚八 (俳優)）

### 配音追加更新版本演出者
- 中田譲治
- 佐藤政道（日语：佐藤政道）
- 置鮎龍太郎
- 上田祐司
- 岡野浩介
- 伊崎壽克（日语：伊崎寿克）
- 室園丈裕
- 坪井智浩
- 關口英司
- 秋山卓史（日语：秋山卓史）
- 清水敏孝
- 丁田政二郎（日语：丁田政二郎）
- 加藤照幸（日语：加藤照幸）
- 栗原利充（日语：栗原利充）
- 川越千夏（日语：川越千夏）
- 永田亮子
- 加藤奈奈繪
- 島田美燕（日语：島田美どり）
- GABU（日语：GABU）

## 製作人員
- 導演 - 押井守
- 企劃・原作 - HEADGEAR
- 編劇 - 伊藤和典
- 演出 - 西久保瑞穗
- 角色設計 - 高田明美、結城正美
- 機械設計 - 出渕裕（日语：出渕裕）、河森正治、カトキハジメ、藤島康介、佐山善則（日语：佐山善則）、伊東守（日语：伊東守）
- 作畫監督 - 黄瀬和哉
- 構圖 - 渡部隆（日语：渡部隆）、今敏、竹内敦志（日语：竹内敦志）、水村良男、荒川眞嗣、田中精美
- 原畫 - 沖浦啓之、竹内敦志（日语：竹内敦志）、水村良男、村木靖（日语：村木靖）、岸田隆宏、江村豊秋、大川こうぎ、安藤真裕、川名久美子、丹沢学、濱名孝行、高岡希一、武田一也、オグロアキラ、荒川真嗣、羽原信義（日语：はばらのぶよし）、安東信悦、音無竜之介、勝亦祥視、石井明治、小森高博（日语：小森高博）、星和伸、土器手司、井口忠一、渡辺すみお、橋本浩一、戶部敦夫、藤田榮（日语：藤田しげる）、菅沼榮治、高橋しんや、大上浩明、仲森文、児玉昌弘、高見明男（日语：高見明男）
- 色彩設計 - 遊佐久美子
- 美術監督 - 小倉宏昌
- 背景 - 武重洋二、平田秀一（日语：平田秀一）、黒田聡（日语：黒田聡）、甲斐政俊、廣瀬義憲、田村盛揮、荒井貞幸、池田祐二（スタジオワイエス）
- 概念照片 - 樋上晴彦（日语：樋上晴彦）
- 攝影 - 高橋明彦
- 配樂 - 川井憲次
- 錄音 - 浅梨なおこ（日语：浅梨なおこ）
- 剪輯 - 掛須秀一（日语：掛須秀一）（JSE）
- 製作人 - 鵜之沢伸、濱渡剛、石川光久
- 執行製片人 - 山科誠、植村徹
- 電腦圖像 - OMNIBUS JAPAN INC.（日语：オムニバス・ジャパン）
- 動畫製作 - Production I.G
- 製作 - Production I.G、萬代影視、東北新社
- 配給 - 松竹株式会社

### 重新錄音版工作人員
- 導演 - 押井守
- 録音演出 - 斯波重治（日语：斯波重治）
- 調整 - 住谷真
- 效果 - 伊藤道廣（日语：伊藤道廣）＜サウンドリング（日语：サウンドリング）＞
- 錄音助手 - 高野慎二、森本桂一郎
- 錄音工作室 - Tokyo Television Center（日语：東京テレビセンター）
- 録音制作 - Omnibus Promotion（日语：オムニバスプロモーション）
- 配樂 - 川井憲次
- 配樂録音・調整 - 福代敦平、佐藤智昭
- 配樂製作 - 仲野智子、安田玲子
- 音樂家協調員 - DAYBREAK、大竹茂
- KEYBOARDS - 川井憲次
- CHORUS - 井出真理、斉藤裕美子、近藤薫、川俣由規子、東京混聲合唱團（日语：東京混聲合唱団）
- VIOLIN - 内田輝、宮内道子
- STRINGS - 内田GROUP
- 音乐录音/调整工作室 - Bunkamura STUDIO、AUBE STUDIO
- 音樂製作人 - 国分浩安
- 製作人 - 大島満、松根文
- 音樂制作 - AUBE、日本テレビ音楽（日语：日本テレビ音楽）、VAP
- 協力 - 杜比實驗室、伏木雅昭
- 宣傳 - 熊谷淳
- 助理制片人 - 桑島龍一、国崎久
- 製作人 - 杉田敦
- 企劃 - 渡辺繁、植村徹、石川光久
- 製作 - バンダイビジュアル株式会社、株式会社東北新社、株式会社イング

## 評價
《機動警察劇場版II 和平保衛戰》在上映後廣受好評。《Anime Cafe》的一篇評論稱，電影《機動警察劇場版II》是一部“智力刺激的動畫作品”，將電影的機械概念與類似於湯姆·克蘭西小說的情節完美結合。動漫世界秩序表示，雖然續集在動作、劇情方面比第一部更好，但一些觀眾可能不太理解電影實質的政治方面，儘管它的哲學主題可能更容易理解，尤其是對於探討戰爭與和平、正義的哲學議題。
《日本英雄》對於《機動警察劇場版II》電影的評論表示好評，即認為電影展示了主角必須放下過去，繼續前進和成長後，必須重新團結起來面對一個由官僚統治，以及帶來恐懼或偏執統治的國家所帶來的威脅。
1994年，《機動警察劇場版II》獲得了每日電影節最佳動畫電影獎。

## 外部連結
- BANDAI CHANNEL - 機動警察パトレイバー2 the Movie （页面存档备份，存于）
- 機動警察パトレイバー 2 the Movie - allcinema
- 機動警察パトレイバー 2 the Movie - KINENOTE
- AllMovie上《Patlabor 2: The Movie》的资料（英文）
- 互联网电影数据库（IMDb）上《Patlabor 2: The Movie》的资料（英文）
- YouTube上的『機動警察パトレイバー2 the Movie 4DX』予告編